# Peso Ley 18.188
Le peso ley 18 188 (symbole : $, ISO 4217: ARL) était la monnaie en vigueur en Argentine de 1970 à 1983, communément appelée le peso ley. Chaque peso ley équivalait à 100 pesos en monnaie nationale et à 2 500 pesos en monnaie courante.

## Histoire
Pour familiariser le public avec la conversion, il fut décidé que, pendant l'émission des nouveaux billets au nouveau design, les coupures existantes continueraient d'être émises, mais scellées avec les nouvelles valeurs. Ainsi, les billets de 100, 500, 1 000, 5 000 et 10 000 pesos (m$n) furent respectivement convertis en 1, 5, 10, 50 et 100 pesos ley. Ce changement fut décidé car les sommes d'argent habituellement manipulées ne pouvaient être calculées avec les machines à calculer de l'époque. Le peso ley, entré en circulation en 1970, a souffert d'une forte inflation.
Le taux d'inflation a poursuivi sa tendance à la hausse (selon l'indice des prix de gros de décembre de chaque année, les chiffres indiquent que les prix ont augmenté de 3,9 % en 1968, 7,3 % en 1969, 26,8 % en 1970, 48,2 % en 1971 et 76 % en 1972). Les réserves ont diminué et les importations de carburant ont augmenté de 300 %, accentuant la dépendance extérieure aux intrants. De plus, une dévaluation de 8 % a eu lieu.
Après le Rodrigazo de 1975, la circulation monétaire du gouvernement d'Isabel de Perón a augmenté. L'inflation longue et persistante en Argentine a atteint des niveaux à trois chiffres jamais vus auparavant. Le phénomène monétaire a fini par impacter la société malgré les ajustements salariaux intervenus tout au long de l'année. En juin 1975, le salaire indexé sur l'inflation était de 48,04 en novembre et estimé à 40,05 en décembre 1975. Les salaires réels étaient donc en chute libre. 
En 1981, le phénomène monétaire s'aggrava, augmentant de 1 % par jour. En réponse, la Banque centrale émit des billets de 100 000 et 500 000 pesos. Cependant, pour lutter contre l'inflation persistante, le billet de 1 000 000 $ fut lancé, valant initialement 89 $. Sa mise en circulation coûta 800 000 $ au gouvernement, et il dut être réimprimé car le revers devait initialement représenter une image du réservoir de Salto Grande (Concordia, Entre Ríos). Mais à cause d'une erreur des graveurs de la Monnaie, le côté uruguayen du billet a été montré, il a donc été décidé de détruire les 16 millions de billets qui présentaient cette gravure et de les réimprimer à la hâte avec le visage du vieux général José de San Martín à l'avers, comme cela se produisait depuis les billets de 50 pesos de cette même série, alors convertis en pièces de monnaie, à l'avers, tandis que le revers comprenait une reproduction du tableau de l'artiste Ceferino Carnacini, Les gens veulent savoir de quoi il s'agit, de 1938, qui était déjà apparu en 1960 sur le billet de 5 pesos de la monnaie nationale, la nouvelle du billet surprenant a fait le tour du monde en août et le 26 novembre 1981, alors qu'il était déjà entre les mains des Argentins, ils ont commencé à plaisanter en se sentant « millionnaires ». Peu de temps après, l'inflation annuelle de 91,1% et une inflation cumulée de 256,6% de janvier à novembre ont consommé en près de deux ans les billets de banque de plus haute valeur que l'Argentine ait connus. 
En 1983, il a été remplacé, par le décret-loi 22707 de cette année-là, par une nouvelle unité monétaire : le peso argentin, qui avait une équivalence de 10 000 pesos ley pour 1 peso argentin.